# Kâgssagssuk Maniitsoq

Timersoqatigiiffik Kâgssagssuk Maniitsoq (nach neuer Rechtschreibung Kaassassuk Maniitsoq) ist ein grönländischer Fußballverein aus Maniitsoq.

## Geschichte
Kâgssagssuk Maniitsoq wurde 1937 gegründet und ist somit der drittälteste Fußballverein Grönlands. Der Vereinsname nimmt Bezug auf die Sagengestalt Kaassassuk.
Bei der ersten Ausgabe der Grönländischen Fußballmeisterschaft im Jahr 1954/55 nahm eine Mannschaft aus Maniitsoq teil, bei der es sich vermutlich um Kâgssagssuk gehandelt hat. Das nächste Mal ist der Verein 1959/60 als Teilnehmer bezeugt. Die Mannschaft musste im K.-o.-System zwei Runden vor den meisten anderen Mannschaften antreten und schied im Sechzehntelfinale aus. In der Folgesaison nahm der Verein nicht teil, allerdings war einmalig Kâgssagssuk Atammik auf der Teilnahmeliste, der aus dem etwas weiter südlich gelegenen Atammik stammte. 1966/67 nahm Kâgssagssuk Maniitsoq wieder an der Meisterschaft teil, konnte sich aber nicht qualifizieren. 1982 ist der Verein erstmals als Teilnehmer der Schlussrunde überliefert, wo er aber nur den letzten Platz in der Gruppenphase belegte, ebenso wie 1984. 1986 erreichte die Mannschaft den dritten Platz. In den beiden Jahren danach nahm der Verein nicht an der Schlussrunde teil. 1989 konnte sich Kâgssagssuk Maniitsoq wieder für die Schlussrunde qualifizieren, zog ins Halbfinale ein, dann ins Finale und gewann schließlich die Meisterschaft. Im Jahr darauf musste sich der Verein jedoch schon in der Vorrunde dem Lokalrivalen Aĸigssiaĸ Maniitsoq geschlagen geben. Auch 1991 und 1992 schied er schon in der Vorrunde aus. Erst 1995 konnte sich Kâgssagssuk wieder für die Schlussrunde qualifizieren und belegte dort den sechsten Platz. 1997 wurde der Verein Vierter. Nach zwei Jahren, in denen der Verein in der Qualifikation ausschied, erreichte er 2000 und 2001 jeweils Platz 7. In den Jahren darauf verpasste der Verein abwechselnd entweder die Qualifikation oder belegte in der Schlussrunde einen der hinteren Plätze. Zwischen 2008 und 2015 konnte der Verein nur einmal die Schlussrunde erreichen, wo er dann den letzten Platz belegte. In den drei Jahren darauf erreichte Kâgssagssuk Maniitsoq dreimal in Folge die Schlussrunde, belegte aber wiederum nur hintere Plätze. 2019 und 2020 verzichtete der Verein auf eine Teilnahme.

## Platzierungen bei der Meisterschaft
- 1954/55: nicht qualifiziert
- 1958: unbekannt
- 1959/60: Sechzehntelfinale
- 1963/64: nicht teilgenommen
- 1966/67: nicht qualifiziert
- 1967/68: nicht qualifiziert
- 1969: nicht qualifiziert
- 1970: unbekannt
- 1971: nicht qualifiziert
- 1972: nicht qualifiziert
- 1973: unbekannt
- 1974: unbekannt
- 1975: unbekannt
- 1976: unbekannt
- 1977: unbekannt
- 1978: unbekannt
- 1979: unbekannt
- 1980: unbekannt
- 1981: unbekannt
- 1982: Platz 5/6 (von 6)
- 1983: unbekannt
- 1984: Platz 5/6 (von 6)
- 1985: unbekannt
- 1986: Platz 3 (von 6)
- 1987: unbekannt
- 1988: unbekannt
- 1989: Meister
- 1990: nicht qualifiziert
- 1991: nicht qualifiziert
- 1992: nicht qualifiziert
- 1993: nicht qualifiziert
- 1994: unbekannt
- 1995: Platz 6 (von 8)
- 1996: unbekannt
- 1997: Platz 4 (von 8)
- 1998: nicht qualifiziert
- 1999: nicht qualifiziert
- 2000: Platz 7 (von 8)
- 2001: Platz 7 (von 8)
- 2002: nicht qualifiziert
- 2003: Platz 5 (von 8)
- 2004: unbekannt
- 2005: Platz 7 (von 8)
- 2006: unbekannt
- 2007: Platz 8 (von 8)
- 2008: nicht qualifiziert
- 2009: nicht qualifiziert
- 2010: nicht qualifiziert
- 2011: Platz 10 (von 10)
- 2012: unbekannt
- 2013: unbekannt
- 2014: nicht qualifiziert
- 2015: nicht qualifiziert
- 2016: Platz 7 (von 8)
- 2017: Platz 6 (von 8)
- 2018: Platz 8 (von 10)
- 2019: nicht teilgenommen
- 2020: nicht teilgenommen
- 2021: (nicht ausgetragen)
- 2022: unbekannt
- 2023: unbekannt